# Heliamphora nutans
Heliamphora nutans este o specie de plante carnivore din genul Heliamphora, familia Sarraceniaceae, ordinul Ericales, descrisă de George Bentham. Conform Catalogue of Life specia Heliamphora nutans nu are subspecii cunoscute.

## Galerie de imagini

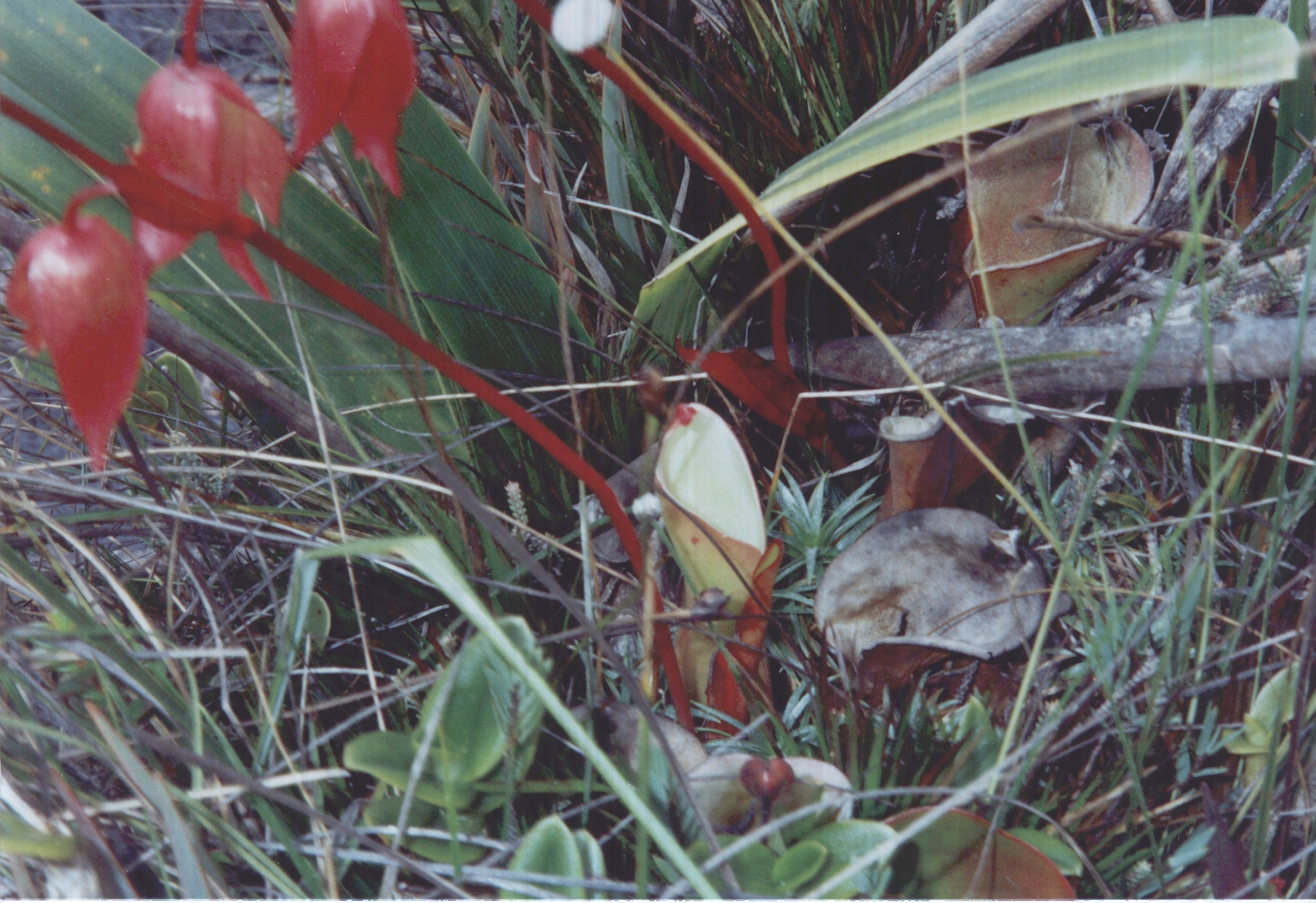
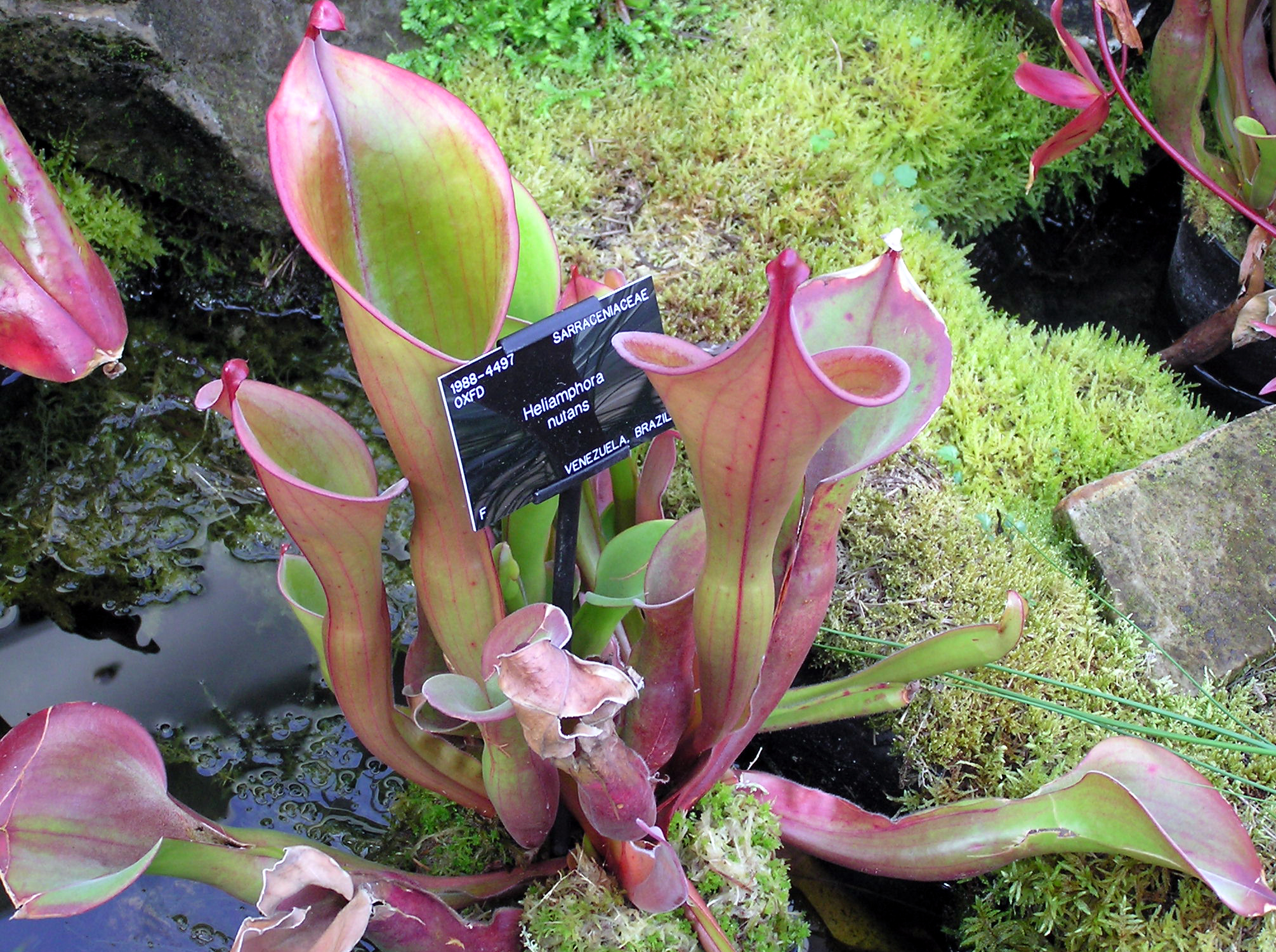
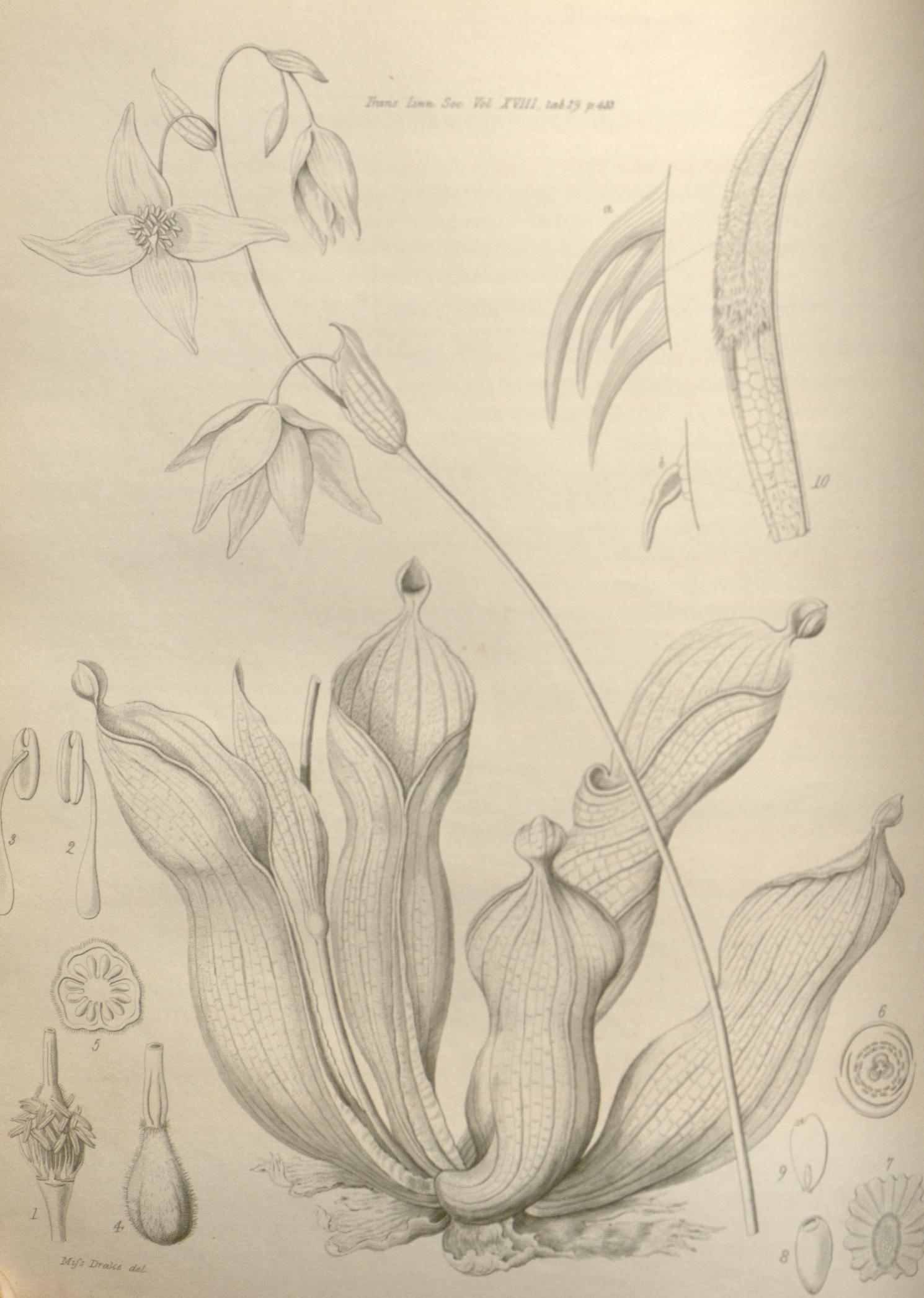
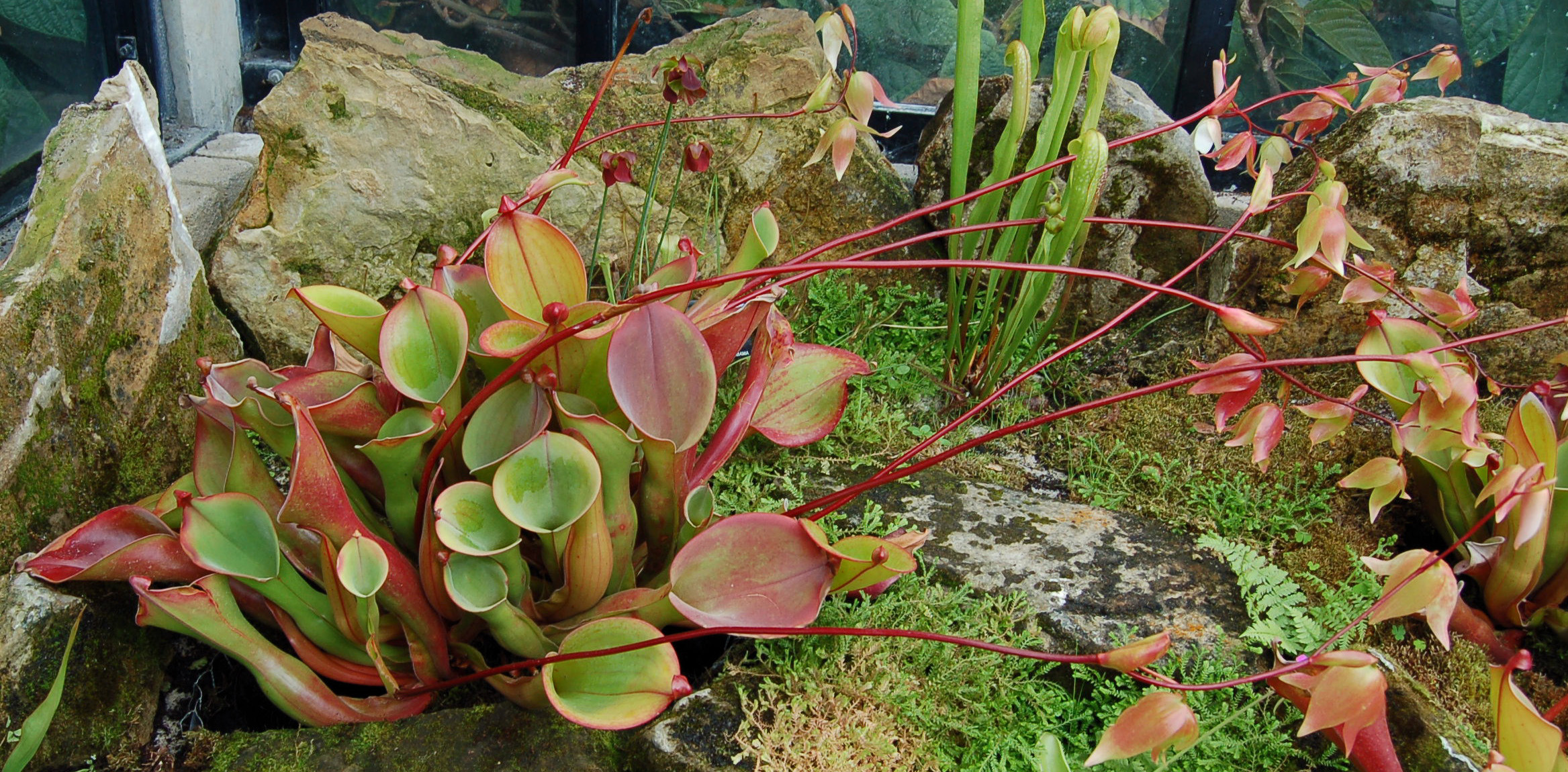
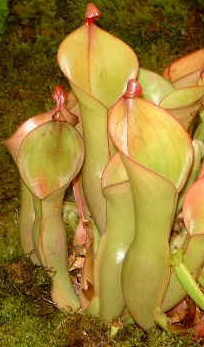
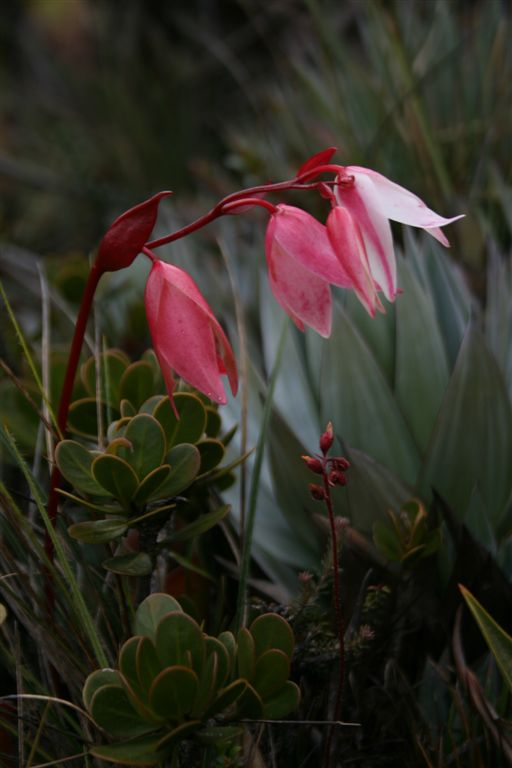